# Franz-Neumann-Platz (metropolitana di Berlino)
Franz-Neumann-Platz è una stazione della metropolitana di Berlino, sulla linea U8.